# Menschenrechtskommissar
Im Mai 1999 entschloss sich das Ministerkomitee des Europarates das Amt eines Menschenrechtskommissars einzurichten. Dieser hat die Aufgabe, sich für den Schutz der Menschenrechte in den 46 Mitgliedsstaaten und die Sensibilisierung der Öffentlichkeit für dieses Thema einzusetzen. Ferner berät er in Fragen zum Schutz der Menschenrechte und macht auf eventuell bestehende Defizite aufmerksam.
Dazu kann er etwa in Verfahren der Individual- und der Staatenbeschwerde schriftliche Stellungnahmen abgeben und an den mündlichen Verhandlungen teilnehmen (Art. 36 EMRK in Verbindung mit Art. 44 der Verfahrensordnung des Europäischen Gerichtshofs für Menschenrechte).
Der derzeitige Kommissar ist Michael O’Flaherty, der sein sechsjähriges Mandat am 1. April 2024 antrat. Die vorherigen Kommissare waren Álvaro Gil-Robles (1999–2006), Thomas Hammarberg (2006–2012), Nils Muižnieks (2012–2018) und Dunja Mijatović (2018–2024).
Der Kommissar ist unabhängig und unparteiisch und bildet neben dem Europäischen Gerichtshof für Menschenrechte eine der Säulen, auf denen die Menschenrechtsarbeit der ältesten Staatenorganisation des Kontinents ruht.

## Amtsinhaber
| Kommissar          | Amtszeit  | Herkunftsland           |
| ------------------ | --------- | ----------------------- |
| Michael O’Flaherty | 2024–2030 | Irland                  |
| Dunja Mijatović    | 2018–2024 | Bosnien und Herzegowina |
| Nils Muižnieks     | 2012–2018 | Lettland                |
| Thomas Hammarberg  | 2006–2012 | Schweden                |
| Álvaro Gil-Robles  | 1999–2006 | Spanien                 |